# Ljubov' Sokolova
Ljubov’ Vladimirovna Sokolova (in russo Любовь Владимировна Соколова?; Mosca, 4 dicembre 1977) è una dirigente sportiva ed ex pallavolista russa, nel ruolo di schiacciatrice.

## Palmarès

### Club
- Campionato russo: 2

1999-00, 2007-08
- Campionato italiano: 1

2003-04
- Campionato spagnolo: 1

2006-07
- Campionato turco: 2

2000-01, 2010-11
- Coppa di Turchia: 1

2000-01
- Coppa della Regina: 1

2006-07
- Coppa di Russia: 2

2007, 2014
- Supercoppa italiana: 1

2004
- Supercoppa turca: 2

2010, 2012
- Campionato mondiale per club: 1

2010
- Champions League: 2

2004-05, 2011-12
- Top Teams Cup/Coppa CEV: 2

2006-07, 2014-15
- Coppa CEV: 1

2003-04

### Nazionale (competizioni minori)
- Montreux Volley Masters 1998
- Montreux Volley Masters 2000
- Montreux Volley Masters 2001

### Premi individuali
- 1998 - Montreux Volley Masters: Miglior schiacciatrice
- 1998 - World Gran Prix: Miglior schiacciatrice
- 1999 - Montreux Volley Masters: Miglior realizzatrice
- 1999 - World Gran Prix: Miglior servizio
- 1999 - Coppa del Mondo: Miglior schiacciatrice
- 1999 - Coppa del Mondo: Miglior servizio
- 2000 - Montreux Volley Masters: Miglior schiacciatrice
- 2000 - World Gran Prix: MVP
- 2001 - Montreux Volley Masters: Miglior servizio
- 2001 - Campionato europeo: Miglior servizio
- 2001 - Campionato europeo: Miglior ricevitrice
- 2004 - Coppa CEV: MVP
- 2004 - Coppa CEV: Miglior servizio
- 2005 - Champions League: MVP
- 2005 - Champions League: Miglior schiacciatrice
- 2006 - CEV: Miglior giocatrice europea dell'anno
- 2006 - Supercoppa spagnola: MVP
- 2007 - Coppa della Regina: MVP
- 2007 - Top Teams Cup: MVP
- 2007 - Top Teams Cup: Miglior servizio
- 2011 - Voleybol 1. Ligi: MVP
- 2013 - Coppa di Russia: Miglior servizio
- 2014 - Coppa di Russia: Miglior attaccante
- 2015 - CEV: "The Ultimate Volleyball Team Leader"